# 中村義昭
中村 義昭（なかむら よしあき、1966年10月7日 - ）は、日本のラジオDJ、パーソナリティ、フリーアナウンサー。ニックネームは「DJジャンボ」。

## 略歴
少年期からサッカー選手として活動し、中学時代は三菱養和SCに所属、武南高等学校卒業。日本サッカー協会公認D級コーチライセンス、およびサッカー審判員（3級）の資格を持つ。サッカー世田谷区代表チーム『ラ・セレクシオ‐ネ世田谷』監督、『ラ・セレクシオ‐ネ世田谷O-40』選手も務めている。
10代より渋谷・新宿・横浜でディスコDJを務めるようになり、1991年よりラジオパーソナリティとしても活動。横浜FC創設時よりスタジアムDJも務めた。
2000年頃からは、Jリーグを皮切りにサッカー中継の実況を始める。渡邉一平の引退セレモニーの控え室でJリーグ中継のプロデューサーに誘われたことがきっかけだという。現在はセリエA・FAプレミアリーグなど海外サッカーの実況もこなす。
また、フットサル歴10年以上で、フットサル中継の実況や普及活動も行なっている。Fリーグのセントラル開催ではスタジアムDJを担当している。
パトリック・ユウの代役として東京ヤクルトスワローズの神宮球場でのDJを務めたこともある。

## 出演
- 各種サッカー実況（スカイパーフェクTV!、J SPORTS）
  - Jリーグ中継
  - ゲツサカ!（エールディヴィジ、ロシアサッカー・プレミアリーグ、リーグ・アン他）
  - UEFAチャンピオンズリーグ、UEFAヨーロッパリーグ
  - セリエA
- ACミラン・チャンネル（TwellV）
- Jリーグナイト07 プレビューショー（パーフェクト・チョイス） ナレーター
- フットサル・スペインリーグ（BS朝日） 実況
- 女流決戦！テキサス・ホールデム・ポーカー（MONDO21）
- FIA 世界耐久選手権 富士6時間レース（J SPORTS) ナビゲーター